# 아이큐어
아이큐어(Icure Pharmaceutical Inc.)는 대한민국의 전문의약품 및 화장품 기업이다. 본사는 서울특별시 강남구 봉은사로104길 10 7층에 위치해 있으며 대표이사는 이영석이다.

## 상장
2018년 7월 12일에 주관사를 키움증권으로 공모가 65,000원에 코스닥 시장에 상장하였다.

## 같이 보기
- 코스나인

## 참고 문헌
1. ↑  황재선, 아이큐어, 3분기 매출 296억 기록…영업익 93억 적자, 히트뉴스, 2023년 11월 16일
2. ↑  유수현, 한국IR협의회 기술분석보고서-아이큐어, 2022.04.14.[깨진 링크(과거 내용 찾기)]
3. ↑  현정인, 아이큐어, 국소마취제 플라스타 및 카타플라스마 수출계약 체결, 히트뉴스, 2023년 10월 26일
4. ↑  현정인, 아이큐어, '2023 코스모팩 아시아'서 글로벌 화장품 고객사 확보, 히트뉴스, 2023년 11월 14일